# Língua kwinti
Kwinti é uma  das Línguas crioulas de base inglesa, a qual é falada por cerca de 130 pessoas (dados de 1980) do povo Kwinti  do Suriname e se relaciona com a língua ndyuka, da qual já foi considerada com um dialeto, também às línguas aluku e paramacana. 

## Geografia
É falada no centro norte do Suriname, ao longo do rio Coppename, além de Kaimanstan  e Witagron. Há alguns falantes na Guiana Francesa.

## Falantes
São de crenças animistas, falam também o saramacano e o sranan. Sua pouca literatura é uma adaptação do ndyuk.

## Ligação externa
- Kwinti em Ethnologue